# 瓦内萨·詹姆斯
瓦内萨·詹姆斯（Vanessa James，1987年9月27日—），法译“娃内萨·雅姆”，生于加拿大安大略省士嘉堡，是一名加拿大女子花样滑冰运动员，主攻双人滑。她童年时居住于百慕大，直至10岁时随父母移居至美国弗吉尼亚州。后来她又移居至法国巴黎。2009年12月，她正式获得法国国籍。瓦内萨的双胞胎姐妹Melyssa同样也从事花样滑冰运动。詹姆斯与摩根·西普雷斯搭档代表法国参赛，曾获2018世锦赛铜牌、2018大奖总决赛金牌、2019欧洲冠军。2021年4月，詹姆斯宣布将与艾瑞克·拉德福德搭档，代表加拿大参加比赛获2022世锦赛铜牌。